# Patrick Boman
 (novembre 2016).
Si vous disposez d'ouvrages ou d'articles de référence ou si vous connaissez des sites web de qualité traitant du thème abordé ici, merci de compléter l'article en donnant les références utiles à sa vérifiabilité et en les liant à la section « Notes et références ».
Pour les articles homonymes, voir Boman.
Patrick Boman, né à Stockholm en 1948, est un écrivain de langue française, né de père suédois et de mère française.

## Biographie
Voyageur impénitent, d'une curiosité universelle, Patrick Boman est un observateur aigu des mœurs de ses contemporains et un moraliste distancié à la manière du XVIIIe siècle, exprimant dans des récits à la fois truculents et profonds une vision du monde d'un humanisme teinté de pessimisme.
Sa série policière ayant pour héros l'inspecteur Peabody, intégralement parue aux éditions Picquier, met en scène cet officier de police de l'Empire des Indes très peu "politically correct". À la charnière des XIXe et XXe siècles, Josaphat Mencius Peabody dénoue des intrigues souvent macabres en se souciant moins d'épargner l'arrogance de ses compatriotes que de rendre une justice équitable envers les autochtones.
Il a été réviseur au magazine L'Express en 2005.

## Œuvre

### SériePeabody
- Peabody met un genou en terre, Le Serpent à Plumes, 2000 ; réédition, Picquier, 2003
- Peabody se mouille, Le Serpent à Plumes, 2001 ; réédition, Picquier, 2003
- Peabody secoue le cocotier, Le Serpent à Plumes, 2002 ; réédition, Picquier, 2004
- Peabody prend de la hauteur, Picquier, 2005
- Peabody touche le fond, Picquier, 2006
- Le Malabar largue les amarres, Alvik, 2006
- Peabody se rince l'œil, Sous la Cape, 2012

### Autres publications
- Un passereau, Deleatur, 1985 ; réédition in Des nouvelles de Deleatur, Ginkgo, 2006
- Crawford l'incorrigible, Deleatur, 1986
- Ce n'est pas le 116, Deleatur, 1988
- Le Palais des saveurs accumulées, Climats, 1989 ; réédition Le Serpent à Plumes, coll. « Motifs » no 6, 1994
- Jakarta, Climats, 1992 ; réédition, précédé par Le Palais des saveurs accumulées, Le Serpent à Plumes, coll. « Motifs » no 6, 1994
- Trébizonde en hiver, Le Serpent à Plumes, 1994
- Blonde enfant d'Astarté : éloge de l'échalote, Le Fourneau, 1997
- Thé de bœuf, radis de cheval, Le Serpent à Plumes, 1999
- La Méthode Piotr, Ginkgo, 2001
- Amertume des nectars, Deleatur, 2003
- L'autopsie confirme le décès, éloge de la correction, Mots & Cie, 2003 (écrit en collaboration avec Pierre Laurendeau)
- Eldorado 1934, Arléa, 2003
- La Typographie cent règles, Le Polygraphe, 2005 (écrit en collaboration avec Christian Laucou)
- Le Voyage cent façons, Le Polygraphe, 2006
- Dictionnaire de la pluie, Éditions du Seuil, 2007
- Boulevard de la Flibuste, Ginkgo éditeur, 2007
- Le Guide suprême, Ginkgo éditeur, 2008
- Retour en Inde, Arléa, 2009
- Des nouilles dans le cosmos, Sous la Cape, 2009
- Les Canines dans le pâté, Sous la Cape, 2010
- Les Innommables et autres histoires de canines (nouvelles), Sous la Cape, 2010
- Cœur d'acier, Arléa, 2011
- Amours, Délices et Morgue, Sous la Cape, 2012
- Catalogues lacunaires des éditions Mozschar et du Rhib, Sous la Cape, 2013 (écrit en collaboration avec P. Charmoz et alii)
- Huit nocturnes (nouvelles), Sous la Cape, 2015
- Patrick Boman, « Préface », dans : Michel Teodosijevic, Nous les couillons, maux et mots de poilus charentais, éditions La Découvrance, La Rochelle, 2016
- Trieste en sa lumière, Ginkgo éd., 2017